# Силецкий, Валентин Сергеевич
Валентин Сергеевич Силецкий (1912—1974) — советский теплотехник, доктор технических наук, профессор, лауреат Сталинской премии.

## Биография
С отличием окончил Московский энергетический институт (диплом от 28 декабря 1940 г.) и работал там же.
Участник Великой Отечественной войны, майор, помощник начальника связи по радио штаба 3-го горно-стрелкового Карпатского корпуса.
После демобилизации вернулся в МЭИ. В 1948 г. защитил кандидатскую диссертацию, позднее — докторскую, профессор.
Умер в 1974 г. Похоронен на Введенском кладбище.

## Награды
Награждён орденами Красной Звезды, Отечественной войны 1-й степени, медалями «За отвагу», «За оборону Москвы», «За оборону Кавказа».
Сталинская премия 1951 года (в составе авторского коллектива) — за теоретические и экспериментальные исследования термодинамических свойств воды и водяного пара в области высоких и сверхвысоких температур и давлений (1948—1950).

## Семья
Сын — Александр (28 мая 1947 — 21 января 2019) — советский, российский и белорусский русскоязычный писатель-фантаст, автор детективов и журналист.